# Ralpharia magnifica
Ralpharia magnifica är en nässeldjursart som beskrevs av Watson 1980. Ralpharia magnifica ingår i släktet Ralpharia och familjen Tubulariidae. Inga underarter finns listade i Catalogue of Life.